# Resurrection in Blood
Resurrection in Blood è il terzo album dei Runemagick, pubblicato nel 2000.

## Tracce
1. Resurrection of the Dark Lord – 0:30
2. Reborn in Necromancy – 5:15
3. Death Collector – 3:57
4. Dark Dead Earth – 4:54
5. Lord of the Grave – 5:54
6. Choir of Hades (Intro) – 0:31
7. Resurrection in Blood – 6:47
8. Hail Death – 4:34
9. Dominion of the Necrogods – 5:09
10. Demonstrosity – 6:10
11. The Gates of Hades (Intro) – 0:55
12. Return of the Reaper – 4:15
13. Celebration of Death (Outro) – 1:18

## Formazione
- Nicklas "Terror" Rudolfsson - voce, chitarra, batteria, basso, tastiere
- Fredrik Johnsson - chitarra
- Billy Mellström - tastiere